# Casperia (gemeente)
Casperia is een gemeente in de Italiaanse provincie Rieti (regio Latium) en telt 1164 inwoners (31-12-2004). De oppervlakte bedraagt 25,4 km², de bevolkingsdichtheid is 46,71 inwoners per km².
De volgende frazioni maken deel uit van de gemeente: Santa Maria in Legarano, San Vito di Casperia, Paranzano.

## Demografie
Casperia telt ongeveer 490 huishoudens. Het aantal inwoners steeg in de periode 1991-2001 met 4,7% volgens cijfers uit de tienjaarlijkse volkstellingen van ISTAT.
| Jaar | Inwoneraantal |
| ---- | ------------- |
| 1991 | 1032          |
| 2001 | 1081          |

## Geografie
De gemeente ligt op ongeveer 397 m boven zeeniveau.
Casperia grenst aan de volgende gemeenten: Poggio Mirteto, Contigliano, Montasola, Rieti, Roccantica, Torri in Sabina, Cantalupo in Sabina, Selci.